# Tolo Calafat
Pour les articles homonymes, voir Tolo.
Bartolomé Calafat, surnommé « Tolo », né le 14 septembre 1970 à Palma de Majorque et mort le 29 avril 2010 sur l'Annapurna au Népal, est un alpiniste espagnol. Calafat fait partie d'une expédition sous la direction de Juanito  Oiarzabal. Victime d'un œdème cérébral en descendant l'Annapurna, il décède sur une paroi du sommet avant d'avoir pu être secouru.